# Мирний (Коченевський район)
Мирний (рос. Мирный) — селище у Коченевському районі Новосибірської області Російської Федерації.
Входить до складу муніципального утворення Краснотальська сільрада. Населення становить 362 особи (2010).

## Історія
Згідно із законом від 2 червня 2004 року органом місцевого самоврядування є Краснотальська сільрада.

## Населення
| 2002 | 2007 | 2010 |
| ---- | ---- | ---- |
| 429  | ↘403 | ↘362 |